# Software in the Loop
Bei der Methode Software in the Loop (SiL) wird im Gegensatz zu Hardware in the Loop keine besondere Hardware eingesetzt. Der originale Steuergerätecode wird mit einem automatisierten Codier-Prozess in eine Datei geschrieben, zumeist eine Dynamic Link Library (DLL). Diese DLL kann in ein Simulationstool (z. B. Matlab Simulink) in ein Umgebungsmodell eingebunden werden. Anschließend wird die DLL in der rein virtuellen Modellwelt getestet. Im Gegensatz zu der Hardware in the Loop (HiL) Methode wird kein Steuergerät und kein Echtzeitsimulator benötigt.
SiL-Simulatoren laufen nicht in Echtzeit, die Simulation kann jederzeit zwecks Debugging angehalten werden. Hardwarebedingte Laufzeitprobleme oder Variablenüberläufe, die auf dem realen Steuergerät auftauchen, können mit SiL-Simulationen kaum detektiert werden.
Weitere Vorteile von SiL sind unter anderem, dass die Zielhardware noch nicht feststehen muss, und dass die Kosten aufgrund der fehlenden Simulationsumgebung weitaus geringer ausfallen. Das hier benutzte Simulationsmodell kann auch bei anschließenden HiL-Simulationen weiterverwendet werden und somit die einzelnen Testläufe miteinander verglichen werden.